# Scarabaeus laticollis
Scarabaeus laticollis es una especie de escarabajo del género Scarabaeus, familia Scarabaeidae. Fue descrita científicamente por Linnaeus en 1767.
Especie nativa de la región paleártica. Habita en Italia (Sicilia, Cerdeña), Córcega, España, Marruecos y Argelia.

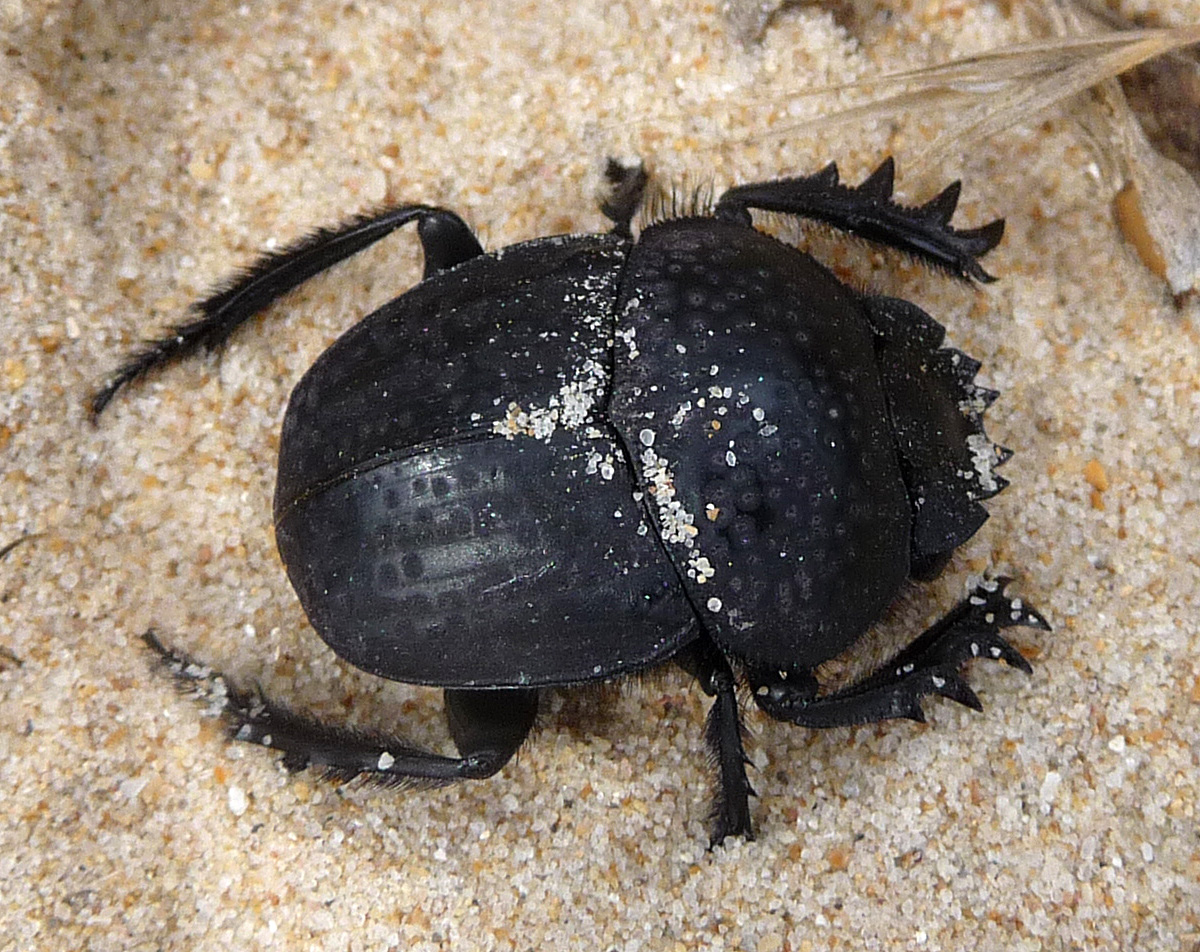
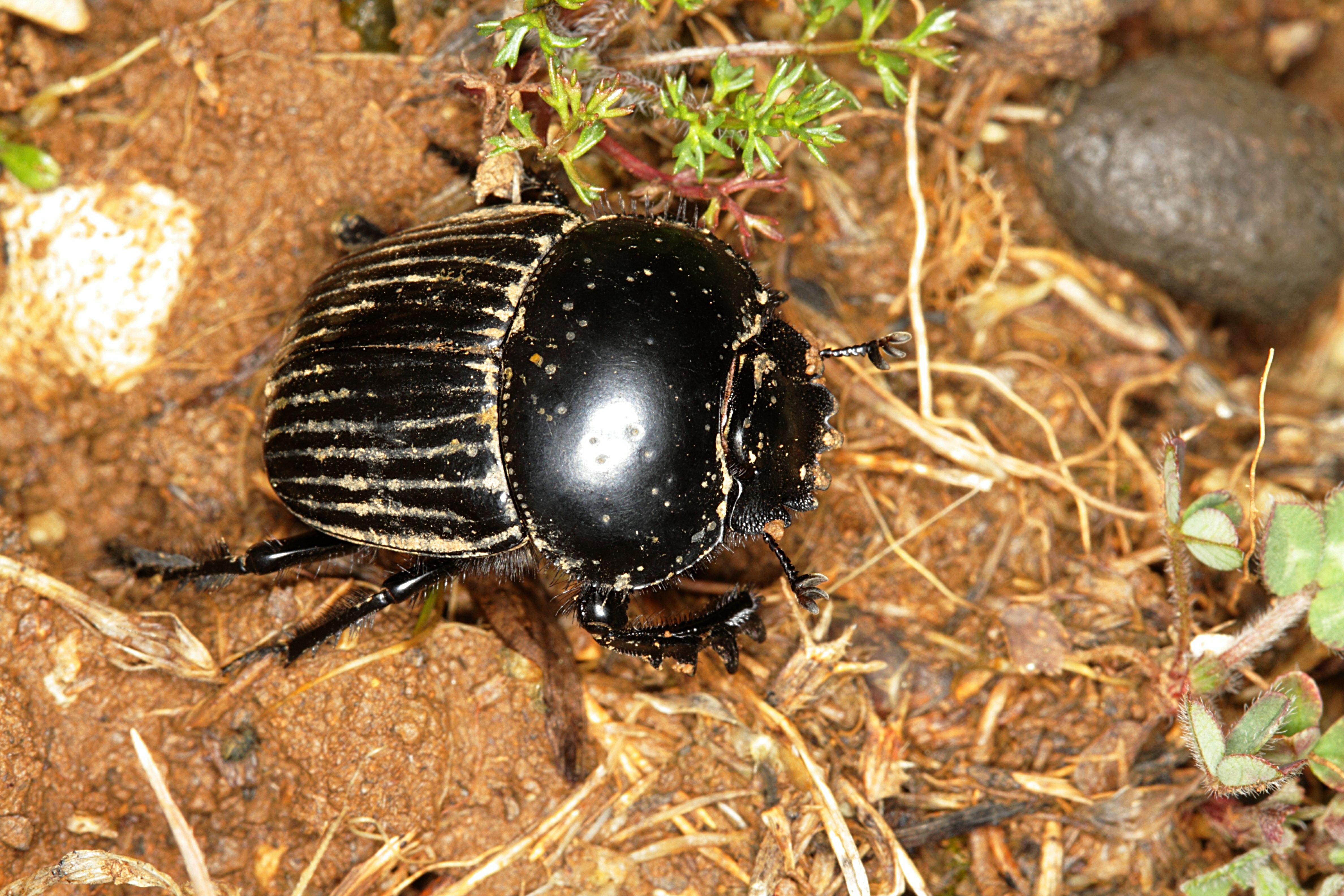
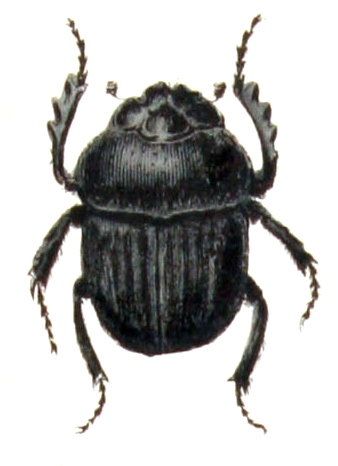
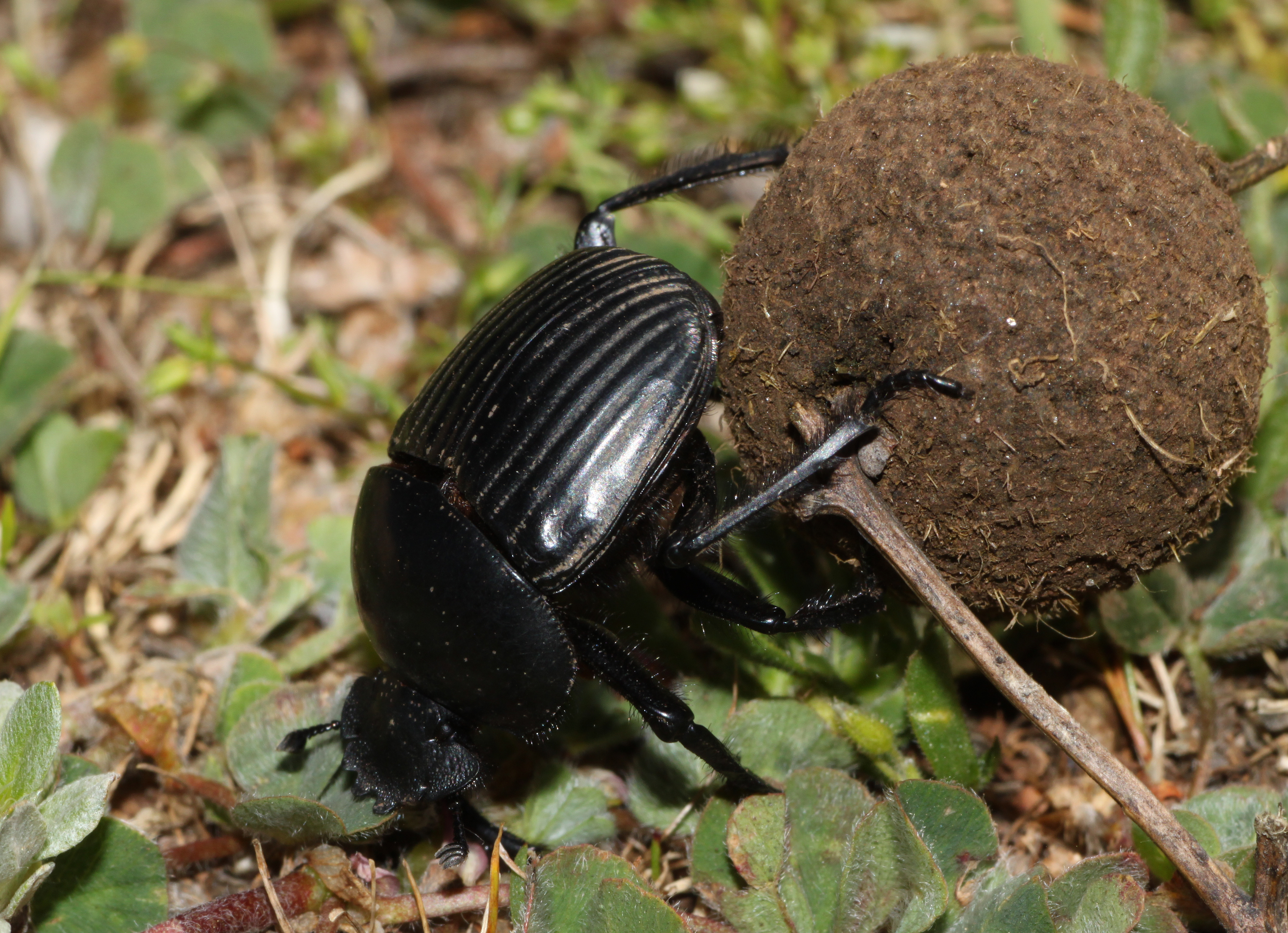